# 时间揭示真相 (提埃坡罗)
《时间揭示真相》是意大利画家乔瓦尼·巴蒂斯塔·提埃坡罗的一幅布面油画，绘制于1745年－1750年，现藏于美国马萨诸塞州波士顿的波士顿美术博物馆。  画面表现时间老人在一辆战车上，而大镰揭开了代表真理的赤裸女人的身体。
这幅画到19世纪才离开维罗纳去了巴黎，后来又转手多次，1960年由鲁道夫·海涅曼收购，带到纽约。1961年12月13日，这幅画以 21万美元的价格卖给波士顿的美术博物馆。